# 플로이드 기번스

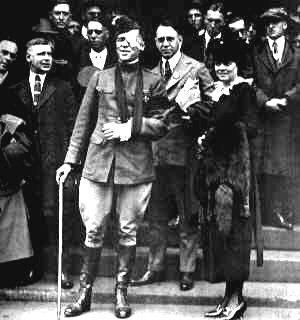
지팡이를 집고 있는 플로이드 기번스

플로이드 필립스 기번스(Floyd Phillips Gibbons, 1887년 7월 16일 ~ 1939년 9월 23일)는 미국의 기자로 제1차 세계 대전 중 시카고 트리뷴 특파원이었다. 첫 라디오 뉴스 기자이자 논평가들 중 하나였던 그는 빨리 말하는 것으로 유명했다.
워싱턴 D.C.에서 에드워드 토마스 기번스와 엠마 테레사 필립스의 다섯 자녀 중 맏이로 태어났다. 그는 조지타운 대학교에 입학했으나 퇴학됐다. 미니애폴리스 데일리 뉴스에서 경찰출입기자가 된 후 1907년 미니애폴리스 트리뷴으로 이직했고 1912년 시카고 트리뷴으로 이직한 후 1917년 RMS 라코니아 침몰 보도로 유명해졌는데 이 때 그는 승객이었다.
사소한 것을 놓치지 않는 기번스의 예리함을 알게 된 시카고 트리뷴은 기번스를 영국에 보내 제1차 세계 대전 보도를 하도록 했다. 특파원으로서 프랑스에서 미군을 구하려다 독일의 포격을 맞아 왼쪽 눈이 실명된 후 흰 패치를 붙이고 다녔다. 이 일로 프랑스로부터 훈장을 받았다.
1919년에서 1926년 시카고 트리뷴 국제부장이 된 후에도 전쟁 보도로 유명해졌다. 1926년에 해고된 후 소설을 쓰기도 했으며 NBC 라디오 논평가가 되기도 했다. 영화 뉴스 내레이션을 해서 할리우드 명예의 거리에 이름이 오르기도 했다. 1939년 펜실베이니아주 스트라우즈버그에서 사망했다.